# Ayelén
Ayelén es un nombre femenino derivado de la palabra ayelen que en mapudungun (idioma de los mapuches) significa "estoy sonriendo".